# Friedrich Alpers
Friedrich Alpers (ur. 25 marca 1901 w Sonnenberg (gmina Vechelde), zm. 3 września 1944 w Quevy le Grandpod nieopodal  Mons) – polityk nazistowski (członek NSDAP od 1929), członek SA (od 1930), Generalforstmeister i sekretarz stanu ds. leśnictwa w rządzie Rzeszy Niemieckiej, SS-Obergruppenführer (od 1943; w SS od 1931). Współodpowiedzialny za zbrodnie niemieckie w Brunszwiku, gdzie od maja 1933 pełnił funkcje ministra finansów i ministra sprawiedliwości w rządzie krajowym.
1 listopada 1937 mianowany na stanowisko Generalforstmeistera (dyrektora generalnego pruskich lasów państwowych) oraz sekretarza stanu w Reichsforstamt (Urzędzie Leśnym Rzeszy) jako zastępca Hermanna Goeringa.
W lutym 1944 zgłosił się ochotniczo do służby frontowej, po czym w stopniu majora skierowany został na stanowisko 1. Batalionu 9 Pułku Spadochronowego, walczącego na froncie zachodnim. Po śmierci pierwszego dowódcy pułku 21 sierpnia 1944 objął dowództwo pułku. 3 września 1944, ciężko ranny pod Mons, popełnił samobójstwo.
Odznaczony Żelaznym Krzyżem I i II klasy, Krzyżem Niemieckim oraz Krzyżem Rycerskim.